# 佐藤隆輔
佐藤 隆輔（さとう りゅうすけ、1934年8月12日 - ）は、日本のアナウンサー。

## 来歴・人物
東京都杉並区生まれの宮城県育ち。宮城県仙台第二高等学校→東北学院大学卒業。1958年に日本放送協会（NHK）へ入局。同期には、西田善夫や野際陽子などがいる。入局後、高知、京都、大阪、東京、名古屋、広島などで勤務。主にスポーツを担当していた（後述参照）。

### スポーツアナウンサーとしての実績
京都に勤務していた1964年、東京オリンピックのホッケー実況担当として抜擢され、その後、プロ・アマの野球を中心とした各種スポーツの実況を担当する。
1974年から1980年にかけての名古屋勤務時に1974年の日本シリーズロッテ対中日の第6戦のテレビ中継の実況を担当し金田正一監督の胴上げに立ち会った。1980年からは平日のスポーツ帯番組『スポーツアワー』のキャスターを務めた。

### NHK退職後
NHK定年退職後は、フリーアナウンサーとなる。東京MXテレビの『MXスタジアム』（東京六大学野球、高校野球都大会、プロ野球「ヤクルト対中日戦」）・全国高校ラグビー東京都大会決勝戦や第2日本テレビの東京六大学野球インターネット中継実況担当のかたわら、NHKのラジオ第1放送、FM放送、国際放送（NHKワールド・ラジオ日本）のニュース（主に木曜夜間 - 金曜早朝、不定期で日中の時間帯に国際放送独自の日本語ニュースや海外安全情報も担当）、ラジオ第2放送の気象通報を担当している（かつては株式市況も担当していた）。
また宮城県出身者のプロ野球選手、OB、関係者（マスコミ等）で作った特定非営利活動法人（NPO）「ふるさと宮城プロ野球選手・OB会」の理事も務め、宮城県の青少年の野球向上にも努めている。

## 担当番組
- 民放各種スポーツ中継

### NHK時代の担当番組
- スポーツ中継全般
  - NHKプロ野球
- サンデートピックス（NHKラジオ第1放送）